# Валь-де-Вір'є
Валь-де-Вір'є (фр. Val-de-Virieu) — муніципалітет у Франції, у регіоні Овернь-Рона-Альпи, департамент Ізер. Валь-де-Вір'є утворено 1 січня 2019 року шляхом злиття муніципалітетів Паніссаж i Вір'є. Адміністративним центром муніципалітету є Вір'є. Населення — 1535 осіб (01.01.2021).